# لک دنیس
لک دنیس (به انگلیسی: Lach Dennis) یک محله مدنی و روستا در بریتانیا است که در چشر غربی و چستر واقع شده‌است. لک دنیس ۲۳۲ نفر جمعیت دارد.